# Pickens megye (Alabama)
Pickens megye az Amerikai Egyesült Államokban, azon belül Alabama államban található. Az állam nyugati-középső részén található Pickens megye egy vidéki megye, amely északon fás dombságokkal, délen pedig síkságokkal rendelkezik. A második világháború alatt a Pickens megyei város, Aliceville szolgált az ország egyik legnagyobb német hadifogolytáborának helyszínéül. A német hadsereg Erwin Rommel marsall elit Afrika Korps tagjai közül sokat Aliceville-ben tartottak fogva a tuniszi vereség után. A Pickensville- i látogatóközpont ad otthont azon kevés gőzhajók egyikének, a US Snagboat Montgomery-nek, amely szerepel a történelmi helyek nemzeti nyilvántartásában. A megyét egy választott öttagú bizottság irányítja, és magában foglalja Aliceville és Reform városait is. Megyeszékhelye Carrollton, legnagyobb városa Aliceville. Lakosainak száma 19 123 fő (2020. április 1.). Pickens megye Lamar, Greene, Fayette, Tuscaloosa, Sumter, Noxubee és Lowndes megyékkel határos.

## Történet
Pickens megyét Alabama törvényhozása 1820. december 20-án hozta létre. A megyét Tuscaloosa megye egy részéből hozták létre, amely maga is 1818-ban alakult az 1810-es évek végén a cserokiekkel és choctawokkal folytatott tárgyalások során megszerzett területből. Pickens megye határai többször változtak 1820 és 1866 között, amikor a határait véglegesítették. A megye a dél-karolinai Andrew Pickens tábornok, a függetlenségi háború hős tiszteletére kapta a nevét. A megye legkorábbi telepesei Carolinából, Tennessee-ből és Georgiából érkeztek. A legtöbben a Madison megyei Huntsville -n keresztül délre, vagy nyugatra a Georgia állambeli Augustán keresztül utaztak. A legkorábbi települések Tilly's Bluff-on voltak, a mai Pickensville közelében. Más korai városok közé tartozott Carrollton, Bridgeville és Yorkville (ma Ethelsville néven ).
Pickensville volt az első megyeszékhely 1830-ig, amikor is a megyei önkormányzat Carrolltonba került. Az első carrolltoni bírósági épületet felgyújtották a John T. Croxton uniós tábornok vezette csapatok 1865. április 5-én. A második bírósági épületet szintén 1876. november 16-án tűz pusztította el gyújtogatásra gyanakodtak, majd 1878 januárjában Henry Wellst, a Carrollton közelében élő felszabadult rabszolgát letartóztatták és az új bírósági épületbe zárták. A legenda szerint Wells az északi tetőtéri ablakból lenézett a tömegre aki a felakasztására gyűlt össze, miközben a tárgyalására várt, ekkor egy villám csapott be a közelben, és Wells gyötrelmes arcát az ablaküvegbe másolta. Egy arcra emlékeztető homályos kép továbbra is látható az ablak jobb alsó ablaktáblájában.

 Az 1877-es bíróság a harmadik bíróság volt, és 1994-ben, amikor a mai modern bíróság felépült, kiürült.

## Népesség
A 2020-as népszámlálási becslések szerint Pickens megye lakossága 19 123 volt. A válaszadók 57,7 százaléka fehérnek, 40,1 százaléka afro-amerikainak, 5,5 százaléka spanyol ajkúnak, 1,2 százaléka két vagy több rassznak, 0,4 százaléka ázsiainak, 0,4 százaléka hawaiinak vagy csendes-óceáni szigetlakónak és 0,3 százaléka indiánnak vallotta magát. A legnagyobb város Aliceville, becsült lakossága 2199. Carrollton megyeszékhelynek 1158 lakosa volt. További jelentős népesedési központok közé tartozik Reform, Gordo, Memphis, Carrollton, McMullen és Pickensville. A háztartások mediánjövedelme 40 362 dollár volt, szemben az állam egészének 52 035 dollárjával, az egy főre jutó jövedelem pedig 23 476 dollár volt, szemben az állam egészének 28 934 dollárjával.
A megye népességének változása:
| Lakosok száma | 19 703 | 19 333 | 19 331 | 19 401 | 20 864 | 19 123 |
|               | 2010   | 2011   | 2012   | 2013   | 2015   | 2020   |

## Gazdaság
Pickens megyében egészen a huszadik század elejéig a mezőgazdaság volt az uralkodó foglalkozás, és a gyapot, a kukorica és a szójabab volt a fő növény. Ma a baromfi- és sertéstartás fontos mezőgazdasági tevékenység. Az erdészet a tizenkilencedik század végén a megye fontos iparágává vált, és az ma is az. A fagyárak továbbra is állandó munkalehetőséget biztosítanak a megye számára. Mivel Pickens megye a Warrior Coal Basin része, a bányászat bizonyos gazdasági lehetőségeket biztosított a megye számára, bár nem annyira, mint más megyékben.

## Foglalkoztatás
A 2020-as népszámlálási becslések szerint Pickens megyében a munkaerő a következő ipari kategóriák között oszlik meg:
- Oktatási szolgáltatások, valamint egészségügyi és szociális segélyek (23,9 százalék)
- Feldolgozóipar (19,7 százalék)
- Kiskereskedelem (11,8 százalék)
- Építőipar (9,3 százalék)
- Szállítás és raktározás, valamint közművek (9,0 százalék)
- Közigazgatás (6,2 százalék)
- Szakmai, tudományos, gazdálkodási, valamint adminisztratív és hulladékgazdálkodási szolgáltatások (5,0 százalék)
- Egyéb szolgáltatások, kivéve a közigazgatást (4,0 százalék)
- Művészetek, szórakoztatás és rekreáció, valamint szállás- és étkezési szolgáltatások (3,3 százalék)
- Pénzügy és biztosítás, ingatlanügyletek, bérbeadás és lízing (2,4 százalék)
- Mezőgazdaság, erdőgazdálkodás , halászat és vadászat , valamint kitermelő (2,1 százalék)
- Információ (1,6 százalék)
- Nagykereskedelem (1,5 százalék)

## Oktatás
A Pickens megyei iskolarendszer 10 általános és középiskolát felügyel. A Bevill State Community College egyetemet tart fenn Carrolltonban. A Pickens County Extension Office, szintén Carrolltonban, az Alabama Cooperative Extension System része, és oktatási programokat kínál a mezőgazdaság, az erdészet, a fogyasztótudomány és a közösségi erőforrások fejlesztése terén.

## Földrajz
A körülbelül 890 négyzetmérföldes Pickens megye az állam nyugati-középső részén fekszik. Az Atlanti-óceáni-síkság keleti öböl-parti síkságának fiziológiai szakaszának része, hullámos terepe többnyire homokos talajokból áll. A fás hegyvidéken fenyő és tölgy található. A megye északon Lamar megyével, keleten Tuscaloosa megyével, délen Greene és Sumter megyével, nyugaton Mississippi állammal határos.
A Tombigbee folyó és számos mellékfolyója az egész megyében folyik. A Sipsey folyó alsó része alkotja a határvonalat Pickens és Greene megyék között. A Sipsey River Swamp az egyik utolsó vadon folyó, szabadon folyó mocsárpatak Alabamában, legalább 50 000 hektárnyi vizes élőhellyel, így ez az egyik legnagyobb ilyen terület Alabamán belül.
A 82-es amerikai autópálya Pickens megye fő közlekedési útvonala, amely kelet-nyugati irányban halad, a megye központjától északra. Az aliceville-i George Downer repülőtér és a reformban található North Pickens repülőtér a megye két nyilvános repülőtere.

## Események és látnivalók
Pickens megye számos lehetőséget kínál a szabadidős tevékenységekre. Az Aliceville-tó (néha Pickensville-tónak is nevezik) egy 8300 hektáros víztározó, amely körülbelül 12 mérföldre északnyugatra található Aliceville-től. A tavat a Pickensville-től egy mérföldre délnyugatra található Tom Bevill zsilip és gát alkotta együttese.

 (a 15 szezonját töltő Tom Bevill amerikai képviselőről nevezték el ). A tó és környéke bőséges kikapcsolódási lehetőséget kínál, mint például kempingezés, piknikezés, csónakázás, horgászat és egyéb vízi sportok.
Az 1984-ben Pickensville közelében épült Tom Bevill Látogatóközpont a Tennessee-Tombigbee Waterway fő látogatóközpontja. A tizenkilencedik század közepén épült ültetvényes kastély hiteles másolata, a Tombigbee folyó és vízi út történetével és fejlődésével kapcsolatos kiállításokat tartalmaz. A központ mellett dokkol az amerikai Snagboat Montgomery, az egyik utolsó gőzhajtású tatkerekű, amely a déli vizeken közlekedett.

 A csónakot arra használták, hogy Alabama folyóit törmeléktől, például elsüllyedt rönköktől mentesen tartsák, és szerepel a Történelmi Helyek Nemzeti Nyilvántartásában, és kiállításokat tartalmaz a hajó működéséről és történetéről.
Az Aliceville Múzeum és Kulturális Központ 1995-ben nyílt meg, hogy megőrizze az Aliceville tábor műtárgyait, amely az Egyesült Államok egyik legnagyobb német hadifogolytábora, ahol több mint 6000 fogoly volt. A második világháborúhoz kapcsolódó leveleket, egyenruhákat, művészeteket, fényképeket és könyveket mutatnak be, és egyéb kiállítások közé tartozik az  Aliceville Coca-Cola Bottling Company, valamint a Pickens megyei had- és mezőgazdaságtörténeti kiállítások.
Pickens megye több éves fesztiválnak és különleges eseménynek is otthont ad. Minden májusban Aliceville ad otthont a Willie King Freedom Creek Fesztiválnak. A 2009-ben elhunyt blueslegenda , Willie King nevéhez fűződő fesztivál nemzeti és helyi blues fellépéseket mutatott be, és autentikus blueszenéjével nemzetközi figyelmet keltett. Aliceville minden év áprilisában ad otthont a Dogwood Fesztiváltnak is, ahol rodeót, softball-bajnokságot, helikopterezést, jótékonysági futást/sétákat, ételeket és játékokat tartanak. A Pickens megye keleti részén fekvő Gordo városában minden júniusban megrendezik az Öszvérek Napját/Csirkefesztiválját, amelyen felvonulás is szerepel öszvér- és lovaskocsikkal, művészeti és kézműves standokkal, valamint élő szórakoztató műsorokkal.